# نادي جوهرة الصحراء كلميم
 نادي جوهرة الصحراء  هو نادٍ رياضي مغربي. يمارس في دوري الدرجة الثالتة المغربي من مدينة كلميم، تأسس سنة 1957. يرتدي اللونين الأخضر والأبيض.